# Skálmöld
Skálmöld (AFI: [ˈskau̯lmœlt]) es un grupo de viking/folk metal de  Reikiavik (Islandia) formado en agosto de 2009. La traducción literal del nombre del grupo es «Edad de las Espadas», aunque también significa «desorden», en referencia a la Era de los Sturlungar en la historia de Islandia, cuando se desató una guerra civil entre los clanes familiares del país.

## Biografía

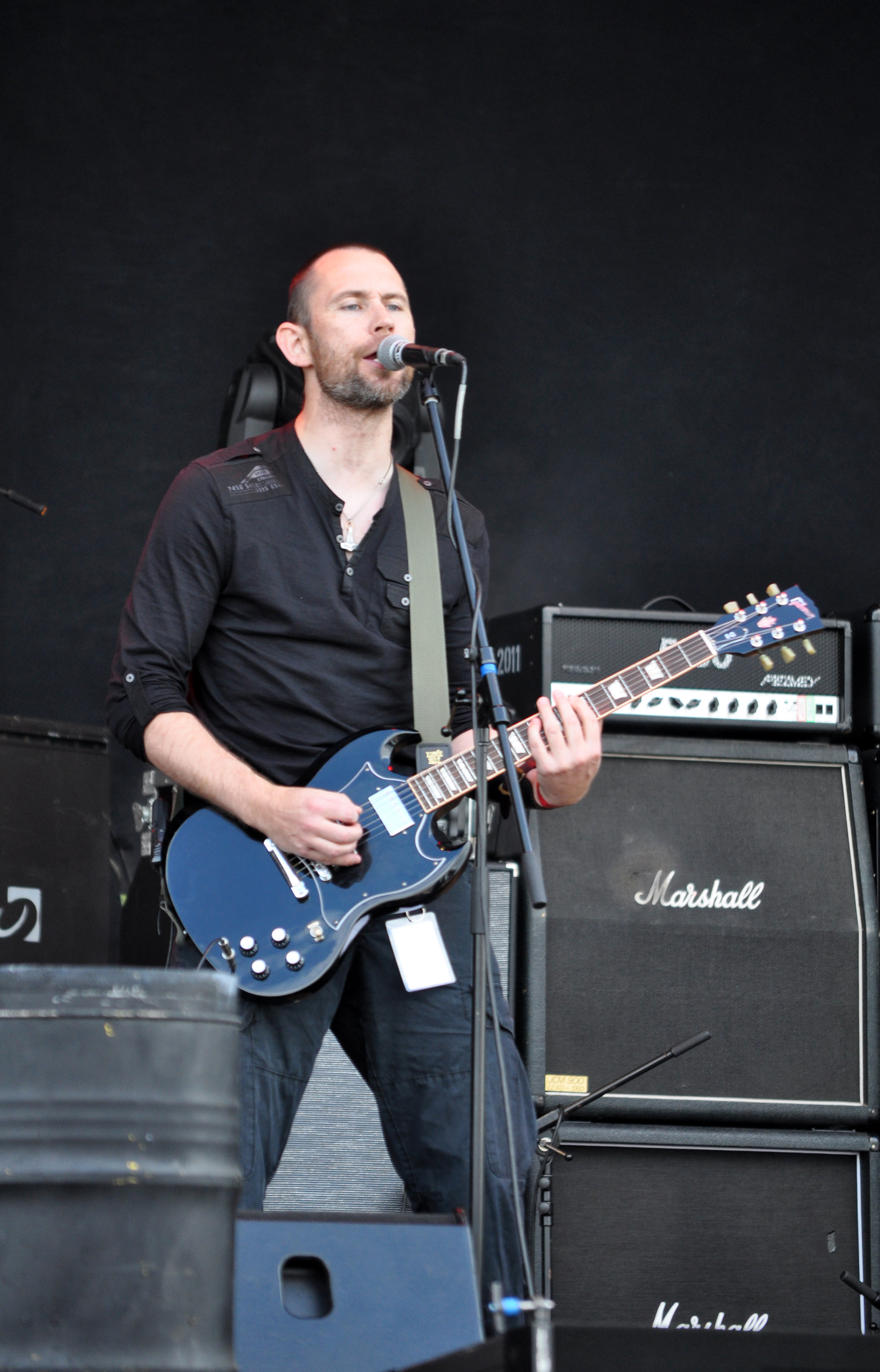
Björgvin Sigurðsson

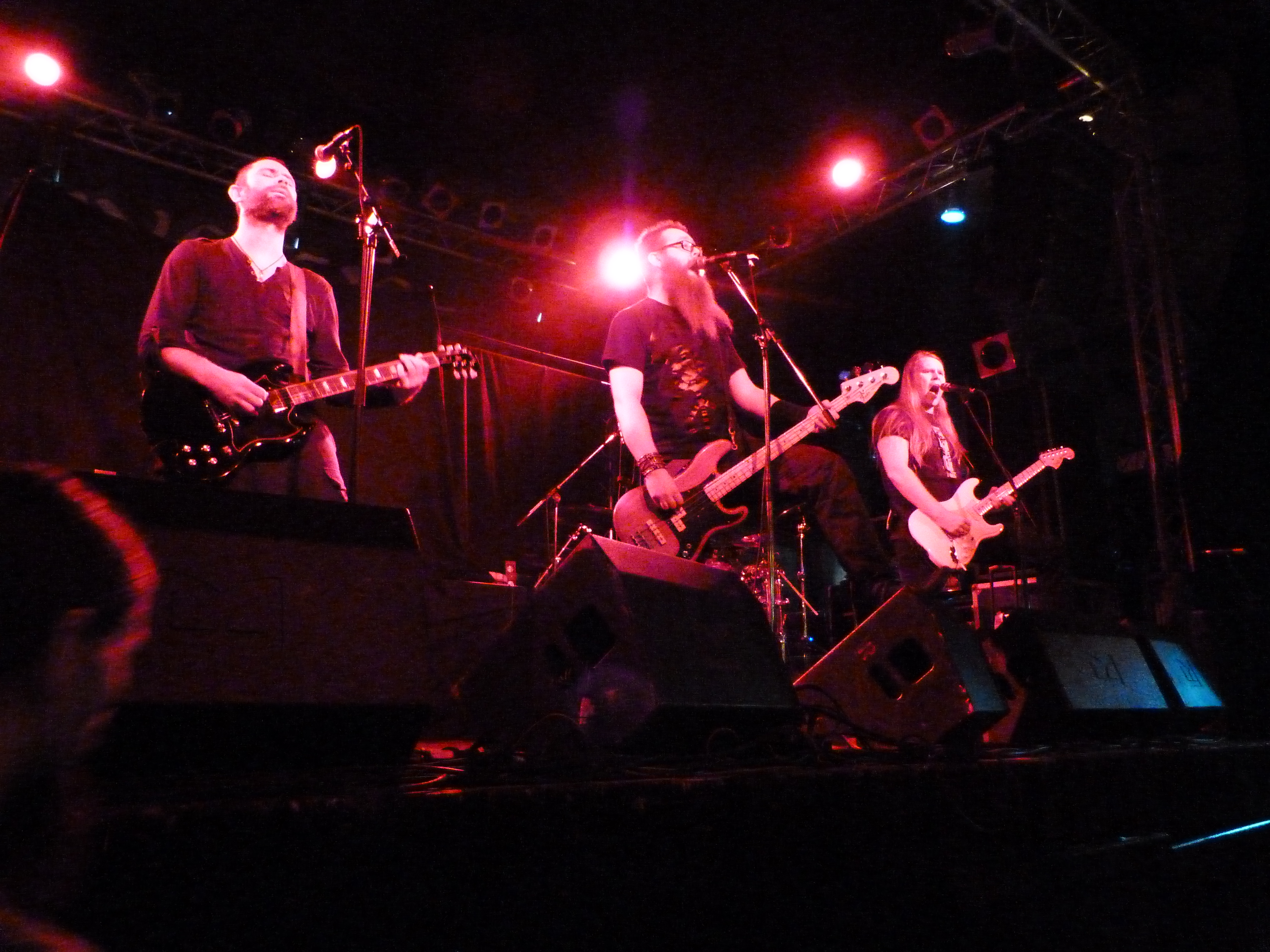
Skálmöld in Club 202

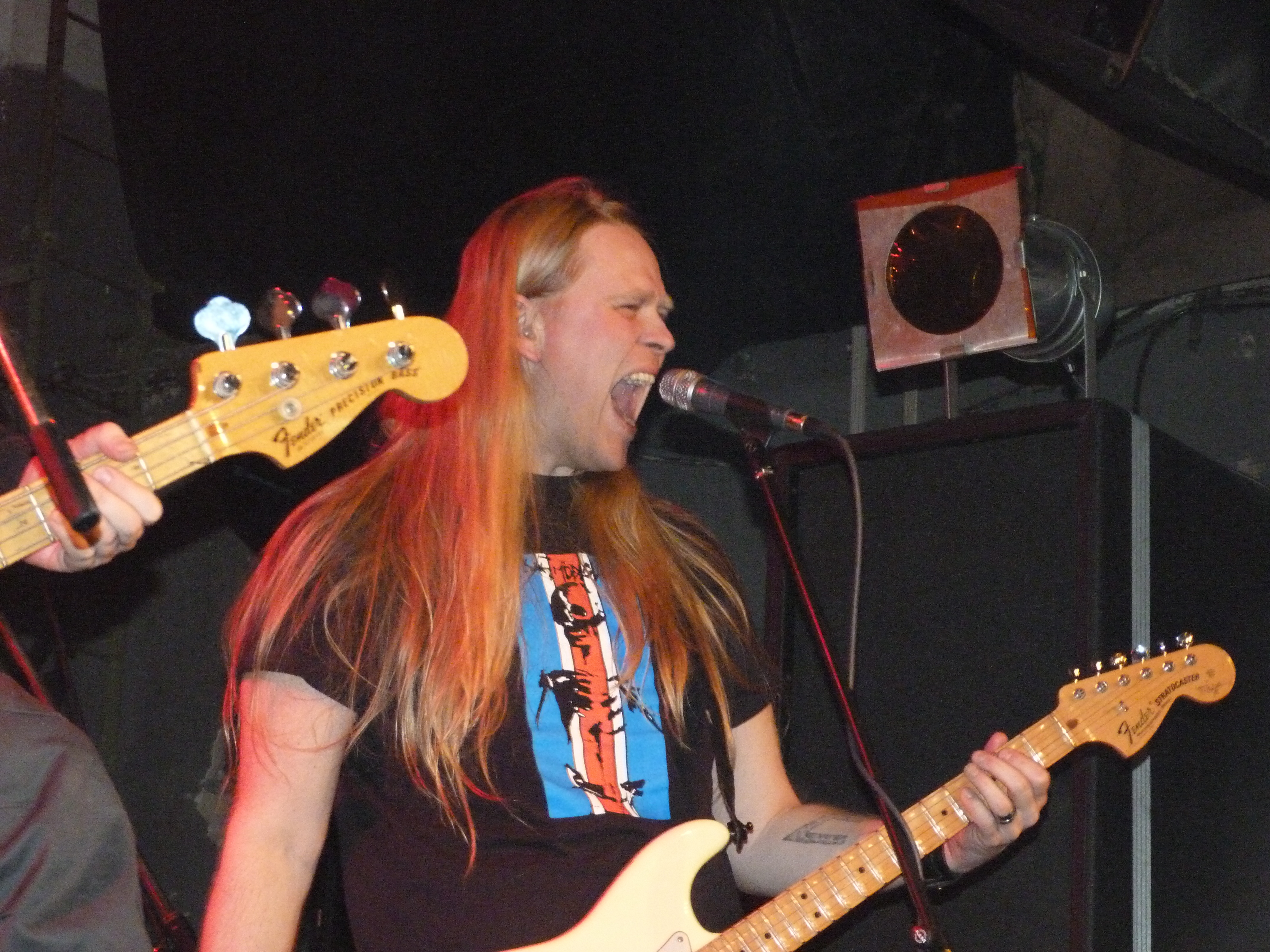
Þráinn Árni Baldvinsson

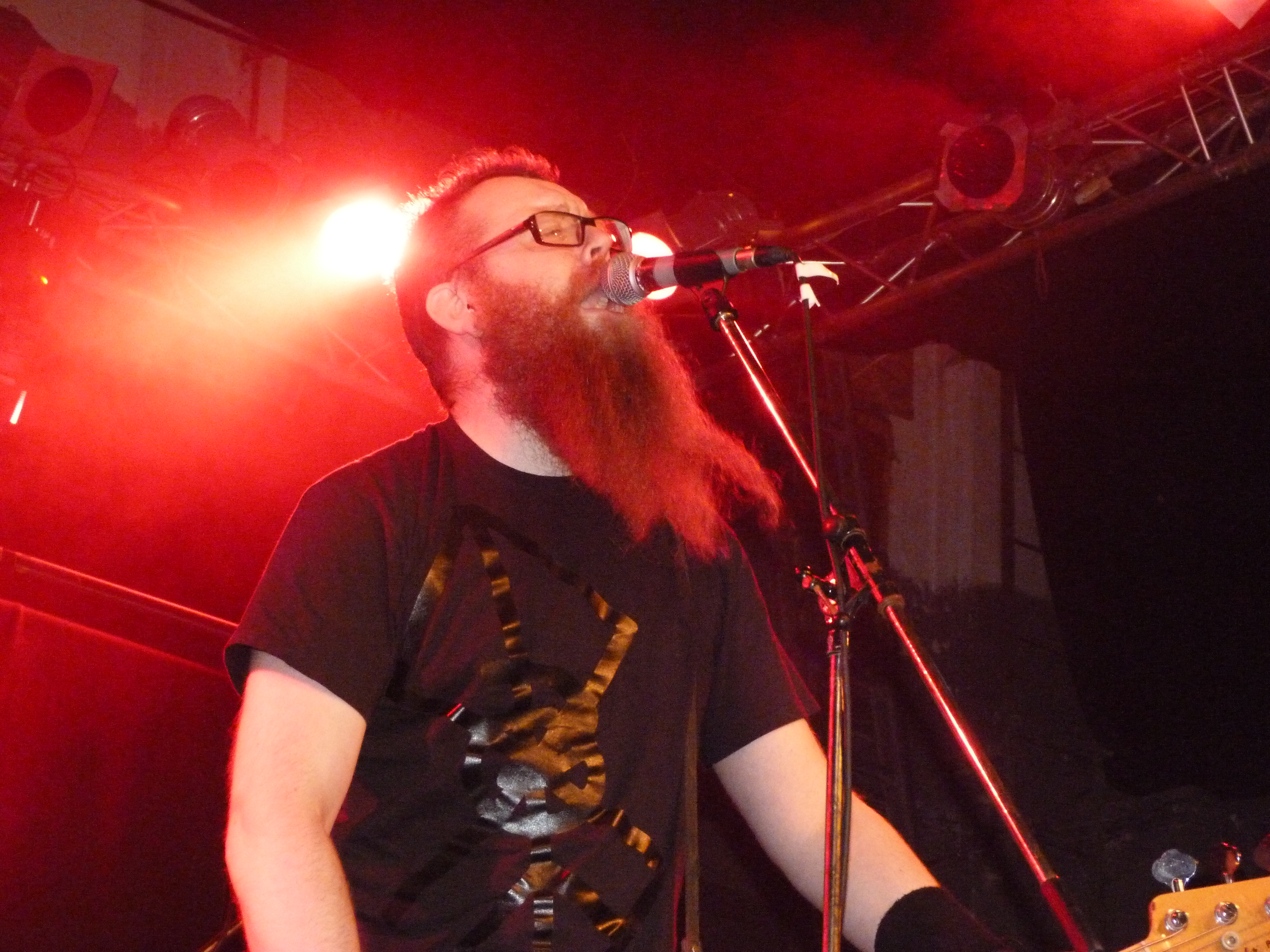
Snæbjörn Ragnarsson

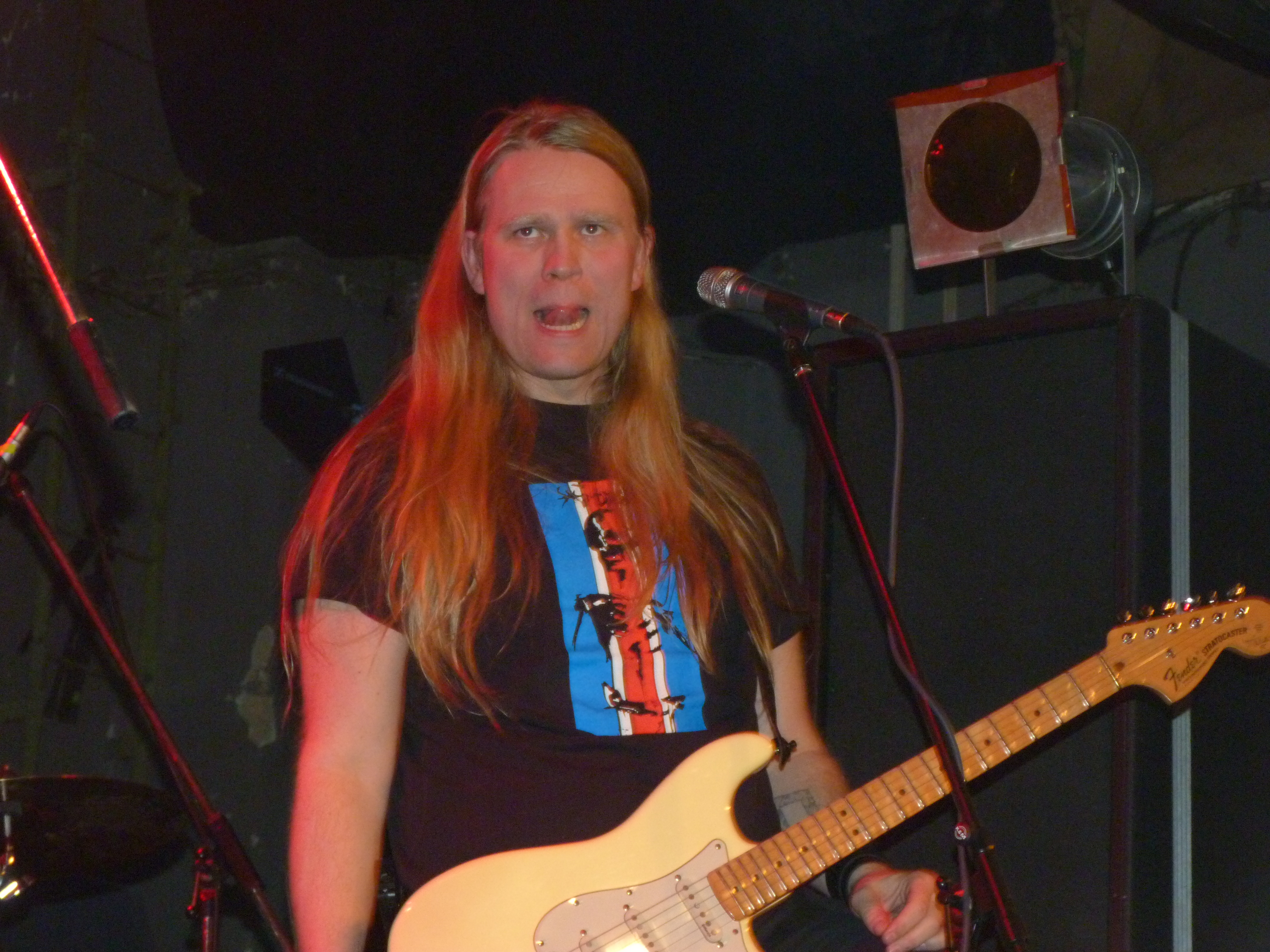
Þráinn Árni Baldvinsson

Snæbjörn Ragnarsson y Björgvin Sigurðsson, que ya habían sido amigos de la infancia y habían tocado juntos en varias agrupaciones, incluidas formaciones de death metal y punk, decidieron crear un nuevo grupo de heavy metal. Este proyecto tomó forma como Skálmöld en agosto de 2009 en Reikiavik. Los demás miembros del grupo también habían estado activos en la escena musical islandesa. En un principio, el grupo iba a ser un mero hobby, pero al poco tiempo los miembros decidieron grabar un álbum antes de estar «demasiado viejos y cansados».
Tras contactar, sin éxito, con la mayoría de las discográficas de Islandia, el grupo consiguió un contrato con el sello feroés Tutl en noviembre de 2010, que lanzó el álbum debut del grupo, Baldur, en Islandia y las Islas Feroe. En abril de 2011, Skálmöld firmó un acuerdo con Napalm Records, y Baldur fue lanzado de nuevo en mercados internacionales en agosto de ese año.
El acuerdo con Napalm impulsó significativamente la popularidad de Skálmöld, que fue invitado a participar en el festival Wacken Open Air y en la gira Heidenfest 2011.
El 13 de abril de 2012, Skálmöld empezó la grabación de su segundo álbum, Börn Loka, que fue publicado en octubre del mismo año.
En noviembre de 2013, Skálmöld tocó una serie de conciertos con la Orquesta Sinfónica de Islandia en la sala Harpa de Reikiavik. Se publicó un álbum en vivo junto con un video el 17 de diciembre de 2013.

## Estilo musical
Desde el principio, la intención de Skálmöld fue la de combinar los sonidos de la música tradicional de Islandia con el heavy metal. Inicialmente, tenían pensado utilizar muchos instrumentos tradicionales, pero pronto cambiaron de planes y decidieron tener tres guitarras. Algunas de las principales influencias del grupo fueron Metallica, Iron Maiden, Anthrax, Slayer, Amon Amarth y Ensiferum, así como el compositor islandés de música clásica Jón Leifs.
Las letras de Skálmöld, compuestas por Snæbjörn completamente en islandés, están inspiradas en la mitología nórdica y las sagas islandesas. Además, las letras están adaptadas a las formas poéticas nórdicas antiguas, tales como el fornyrðislag y el sléttubönd.

## Discografía

### Álbumes de estudio
- 2010: Baldur
- 2012: Börn Loka
- 2014: Með vættum
- 2016: Vögguvísur Yggdrasils
- 2018: Sorgir
- 2020: Skalmold: 10 year Anniversary Live in Reykjavik
- 2023: Ýdalir

### Álbumes en vivo
- 2013: Skálmöld og Sinfóniuhljómsveit Íslands

### Sencillos
- 2013: Innrás
- 2016: Skálstorm (Dividir con Alestorm)
- 2017: Höndin Sem Veggina Klórar / Blade Reflections (Dividir con Omnium Gatherum)

## Componentes
- Björgvin Sigurðsson – vocalista, guitarra
- Baldur Ragnarsson – guitarra, vocalista
- Snæbjörn Ragnarsson – bajo
- Þráinn Árni Baldvinsson – guitarra
- Gunnar Ben – teclado, oboe, vocalista
- Jón Geir Jóhannsson – batería, vocalista

## Galería

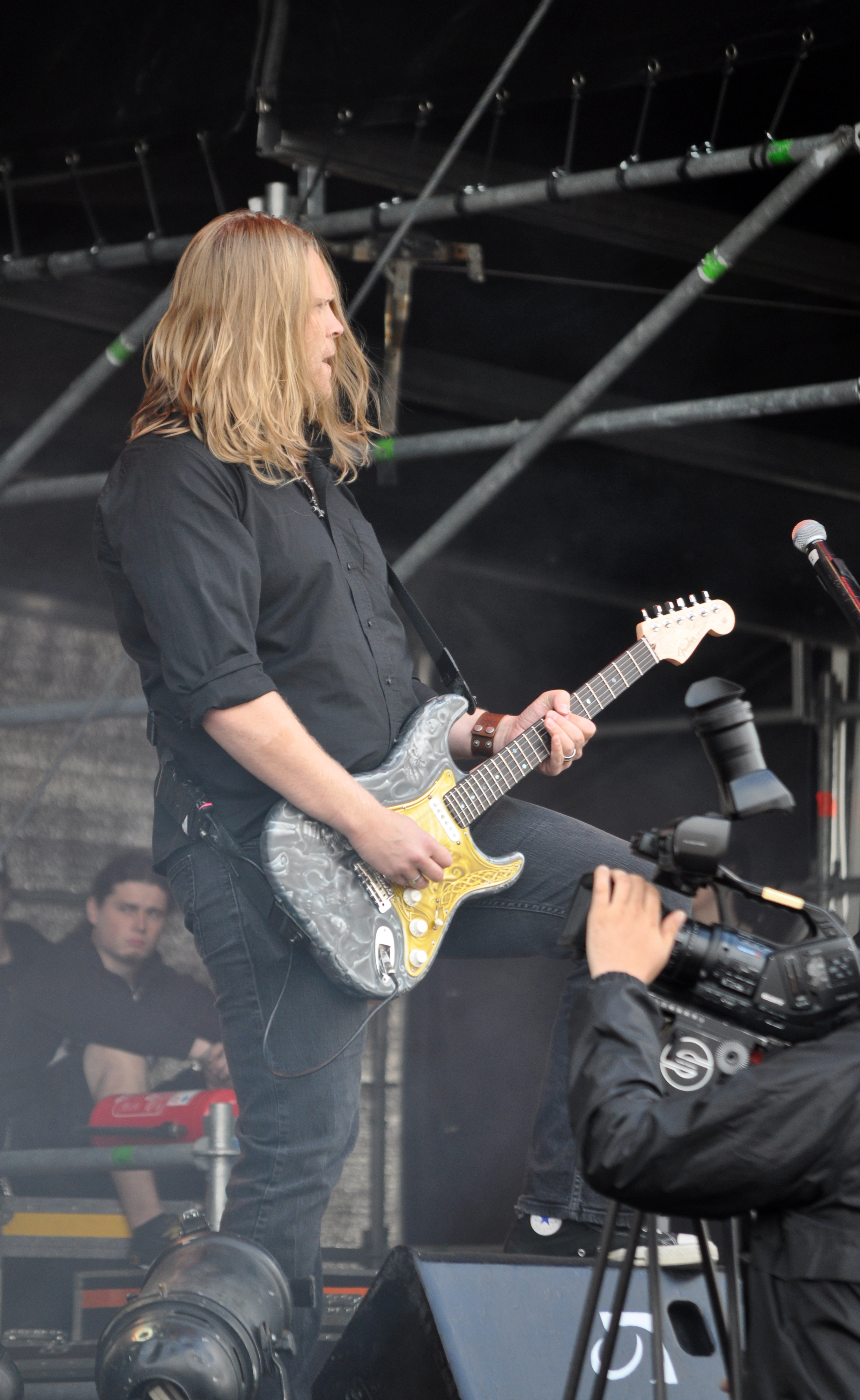
Þráinn Árni Baldvinsson
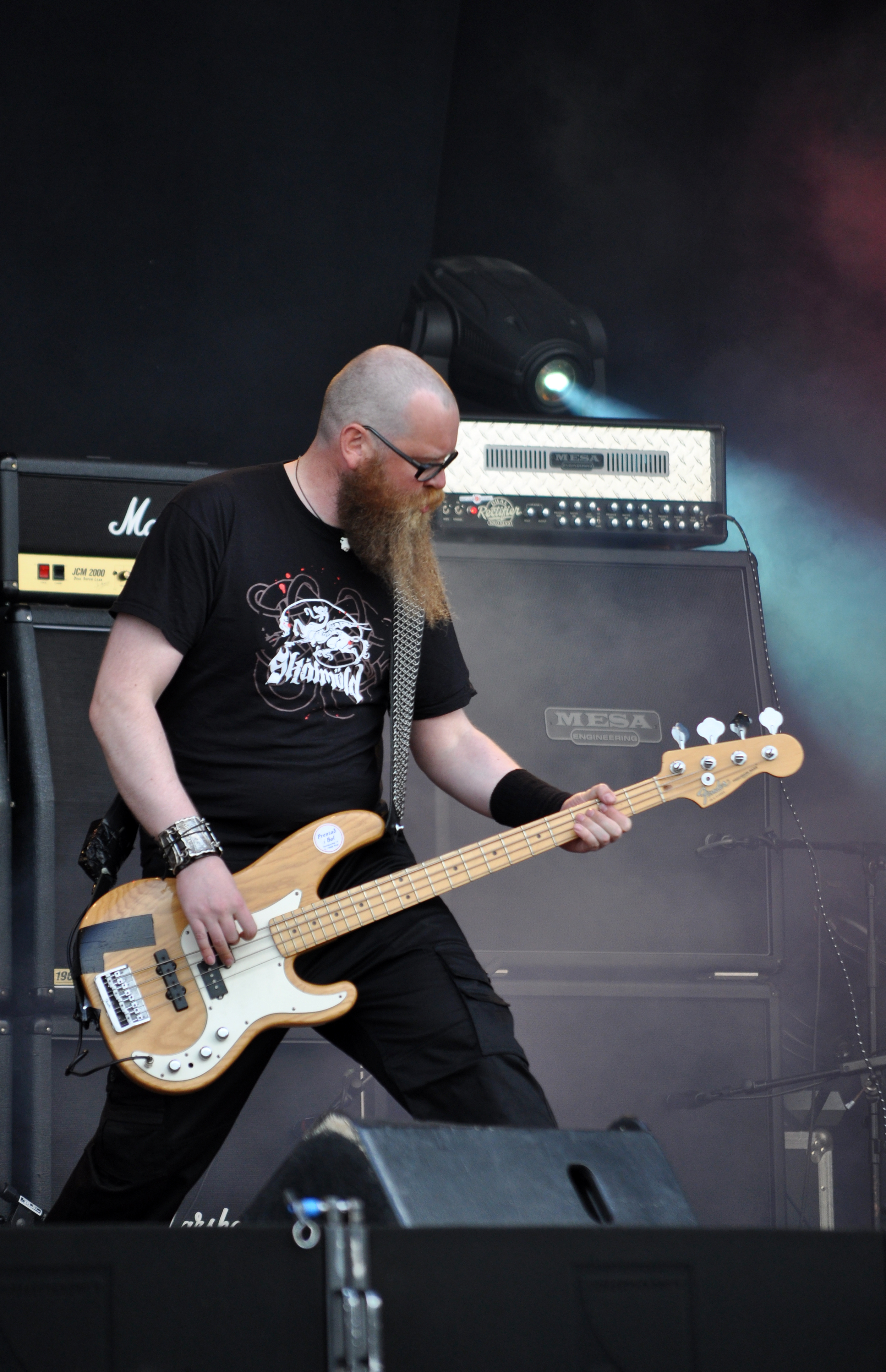
Snæbjörn Ragnarsson
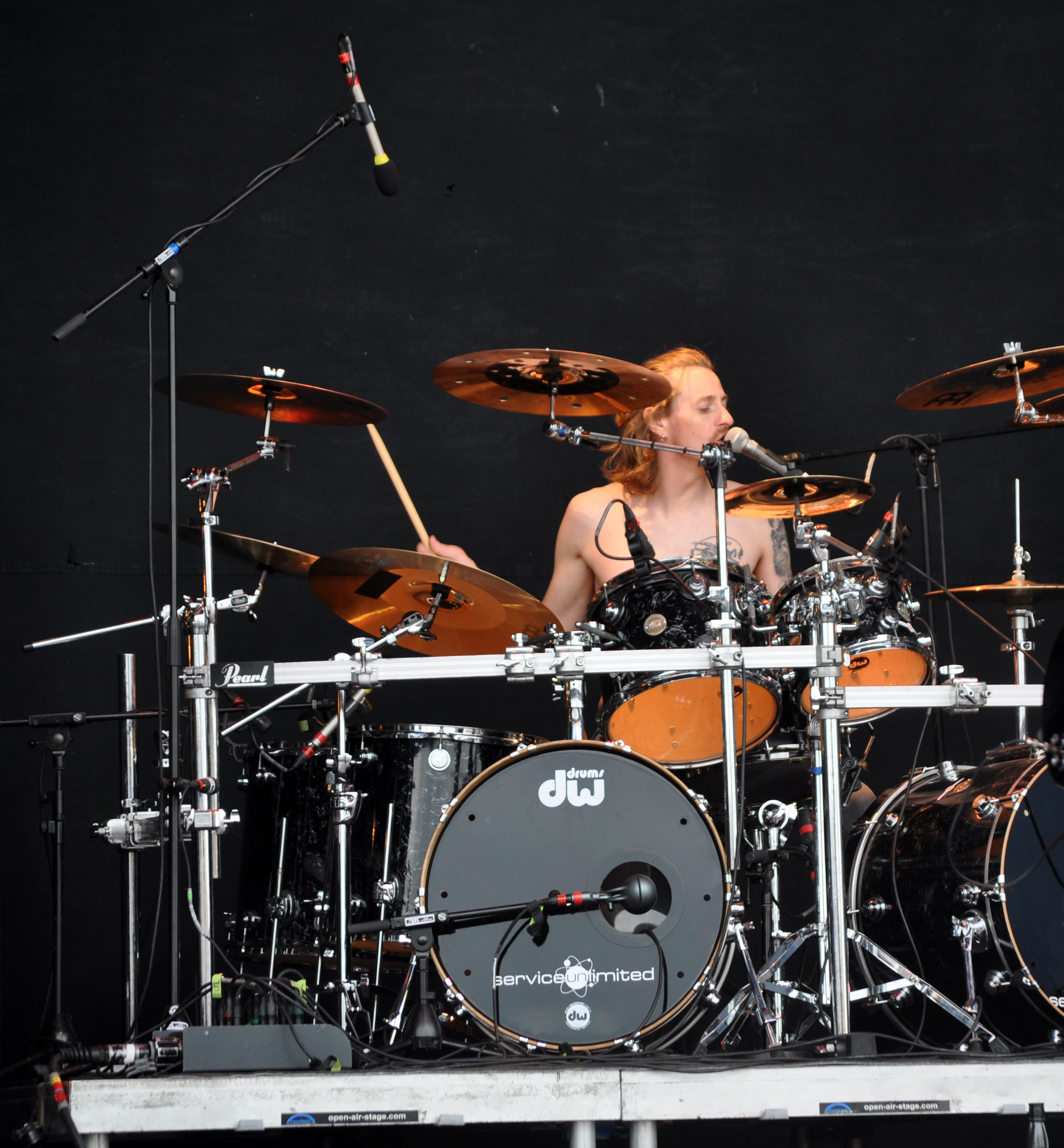
Jón Geir Jóhannsson
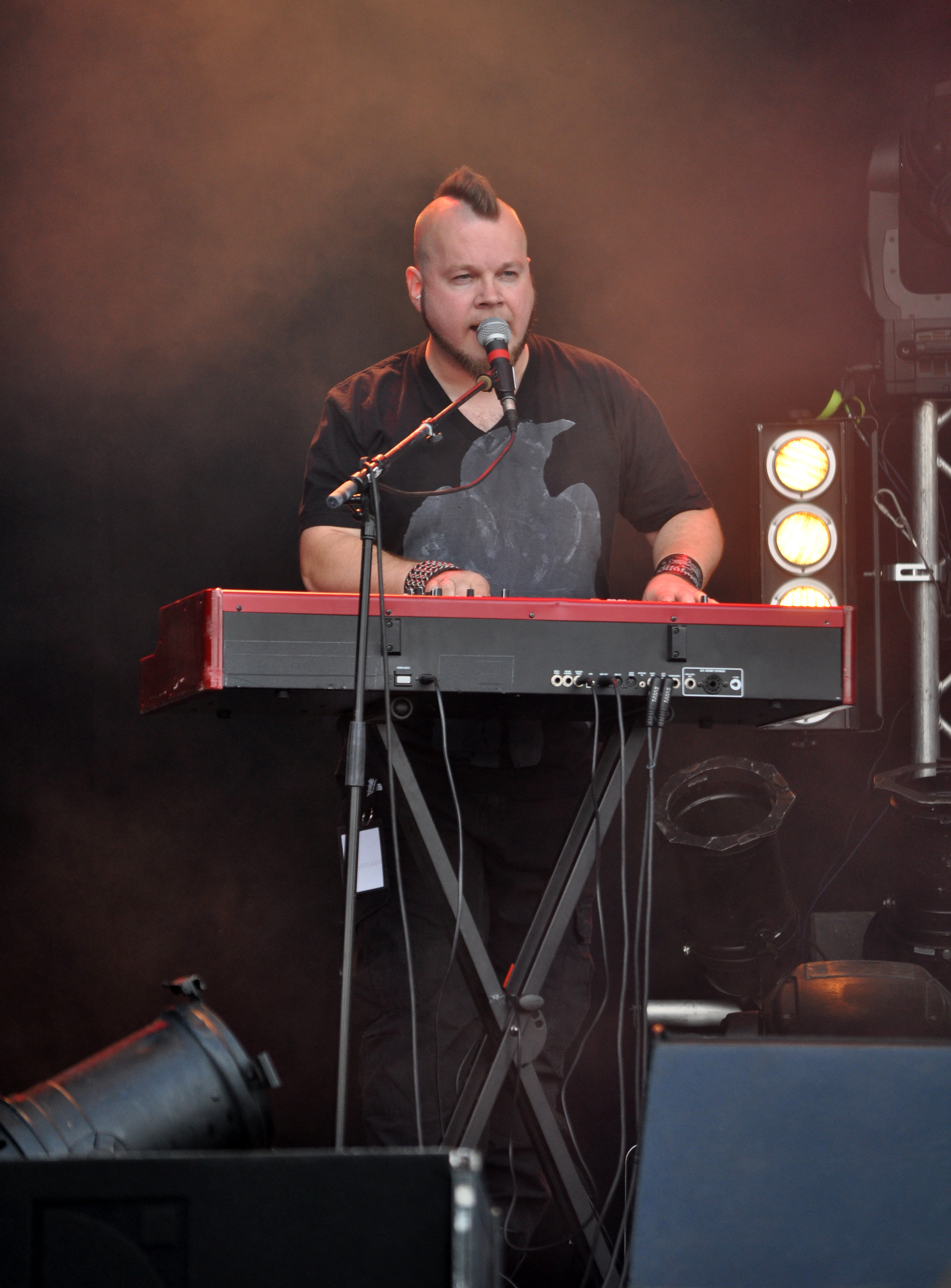
Gunnar Ben
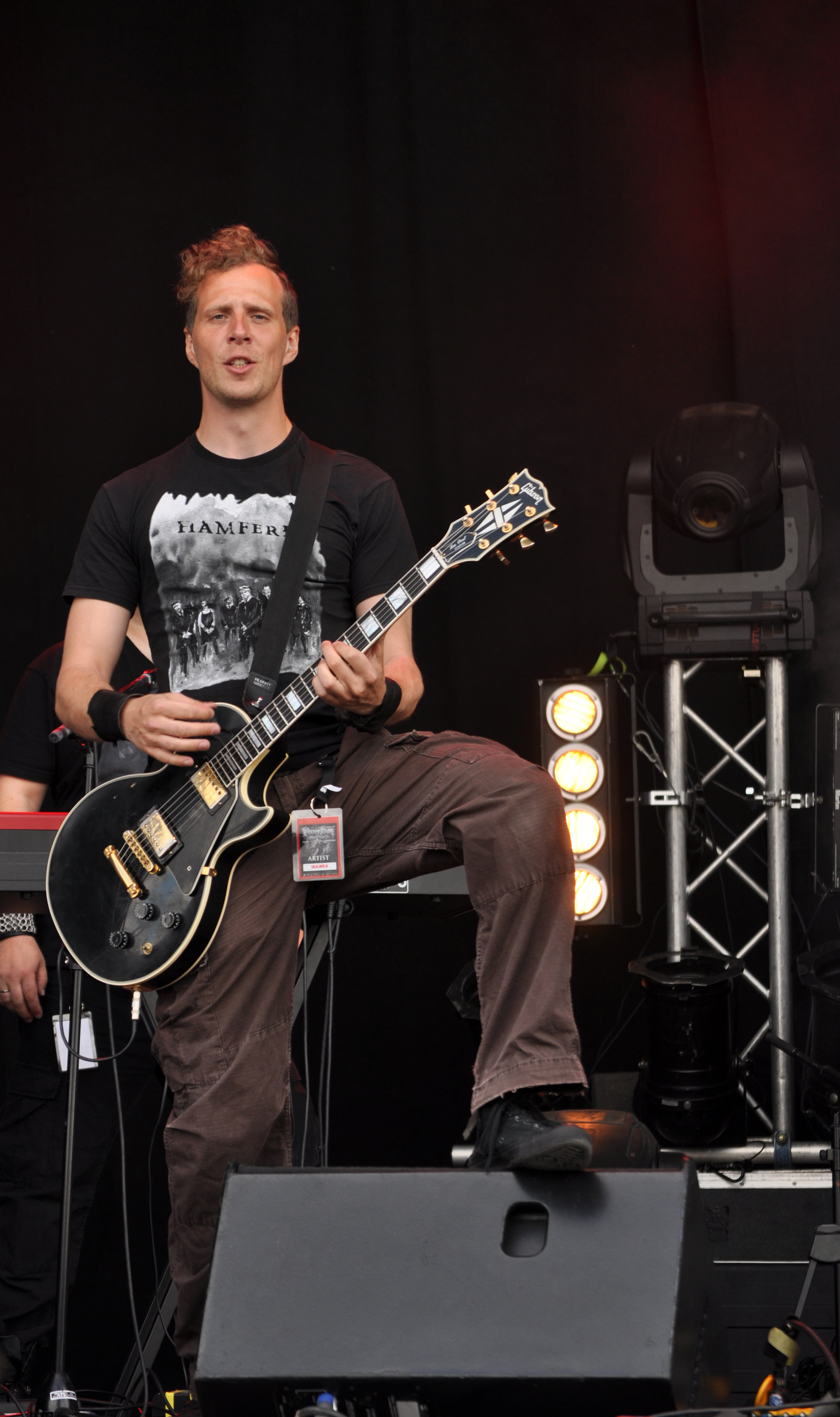
Baldur Ragnarsson
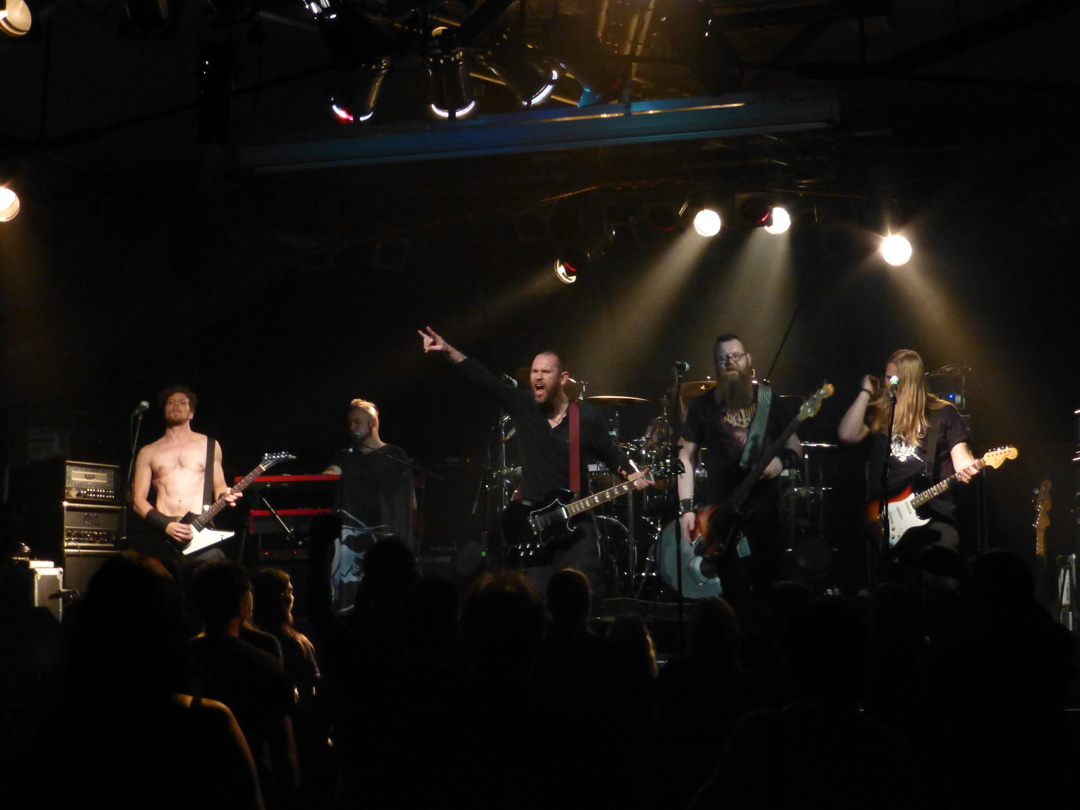
Skálmöld live at the Robin 2, Bilston, Wolverhampton in October 2013.